# Safia aperta
Safia aperta là một loài bướm đêm trong họ Noctuidae.